# 中國國際森林資源
中國國際森林資源有限公司，簡稱中國國際森林資源（英語：CHINA INTERNATIONAL FOREST RESOURCES LIMITED，港交所除牌時0378.HK，以及0344.HK），在1986年2月21日創立，當時是澳大利亞財團旗下企業。
而該公司前身為「ENNODIUS LIMITED」、「城市資源(亞洲)有限公司」、「AXIOM FOREST RESOURCES LIMITED」。而該股曾在1986年9月10日於香港交易所主板上市，之後在1992年10月1日於百慕達註冊，名為中國工業國際有限公司（事安集團有限公司前身），同時在1992年12月15日作介紹形式上市。

## 外部連結
- CIAMGroup.com（页面存档备份，存于）